# Francis Goya
Francis Goya, artiestennaam van Francis Weyer, (Luik, 16 mei 1946) is een Belgisch gitarist, componist en muziekproducent. Hij werkte samen met internationale artiesten als Demis Roussos, Three Degrees en Vicky Leandros. Als soloartiest nam hij meer dan veertig albums op, waarvan de meeste goud of platina behaalden in België en daarbuiten. Hij scoorde vooral met instrumentale hits als Nostalgia (1975) en Gipsy Wedding (1977).

## Geschiedenis

### Sixtiesgroepen
Samen met zijn broer richtte Weyer in 1962 zijn eerste band op die "Les Jivaros" gedoopt werd. Daarna speelde hij gitaar in het 'coverorkest' "Les Caraïbes" van Patrick Ruymen. In 1965 ontmoette hij de zanger van Two Man Sound en Lou & The Hollywood Bananas, Lou Depryck. Met Depryck en Ruymen vormde Weyer "Liberty Six", een innovatieve band. Met Depryck en Dany Lademacher vormde hij later "Kleptomania", waarmee met 'I've Got My Woman By My Side' (1970) een underground hit werd gescoord.
De sixtiesgroepen waar Weyer deel van uitmaakte, bleven slechts enkele jaren bestaan, net als de soulband "J.J. Band", waarmee Weyer in 1970 door Europa en Afrika toerde. In Londen nam hij met de J.J. Band twee albums op voor CBS International, waarvan het tweede door Brian Bennett van The Shadows geproduceerd werd.

### Nostalgia
Halverwege jaren zeventig veranderde Weyer de gitaar van schouder en met mandolinesnaren vertolkte hij romantische melodietjes. Hij werd studiogitarist en ging vanaf 1975 verder door het leven als 'Francis Goya'. Zijn eerste single Nostalgia (1975), een compositie van zijn vader, maakte hem wereldbekend. De single wordt een hit in België, Nederland, Duitsland, Noorwegen en Brazilië. In Finland werden van de grammofoonplaat meer dan honderdduizend exemplaren verkocht, een groot aantal voor een land dat toen vier miljoen inwoners telde.
Andere singles werden uitgebracht: 'Concierto d'Aranjuez' (1975), 'Maria Padilha' (1976), 'Café Concert' (1976), 'Argentina' (1978) en 'Manolita' (1978). Maar geen van deze konden het succes evenaren van 'Nostalgia'. Alleen Gipsy Wedding (1976) scoorde goed in de hitlijsten en verscheen op verschillende verzamelaars.

### Samenwerking met andere artiesten
In de jaren tachtig werkte Francis Goya in Nederland met Harry van Hoof en Ruud Jacobs, als producent voor Lenny Kuhr en Benny Neyman. In 1983 maakt hij samen met Chris Clark de Nederlandstalige single 'Santa Lucia'. Hij leverde bijdragen aan verscheidene Belgische films als 'Boerenpsalm' (1989) en 'Koko Flanel' (1990).
In 1990 vormde hij een duo met de Boliviaanse zangeres Carmina Cabrera, met wie hij drie albums met Latijns-Amerikaanse muziek opnam: Bahia Lady (1990), Noche Latino (1993) en Festival Latino (1994). 'Bahia Lady' won een Edison in Nederland. In 1991 en 1993 werd hij gevraagd door RTL om de Luxemburgse deelnemer aan het Eurovisiesongfestival in Rome en Millstreet te begeleiden. In beide wedstrijden dirigeerde Goya het orkest voor de Luxemburgse inzending.
Met Peter Weekers, de voormalig fluitist van de Nederlandse band Flairck, nam hij in 1994 een nieuw album op. Ze combineerden hun muzikaal talent met visuele show. In 1998 bracht Goya een album uit met de bekendste composities van Jacques Brel. Twee jaar later werkte hij samen met pianist Richard Clayderman aan het album Together (2000) en produceerde hij het album 'Alleen de liefde overwint' van Willy Sommers.
De Amerikaanse rapper Busta Rhymes scoorde in 2006 in de Amerikaanse hitlijsten met de single 'New York Shit', een herwerking van Goya's 'Faded Lady'. Van die single werden meer dan twee miljoen exemplaren verkocht. Ook Nas en Missy Elliott gebruikten stukken uit Goya's nummers. In 2022 eiste hij voor dit onrechtmatig gebruik een vergoeding.

## Discografie

### Singles
- Nostalgia/Nautilus (1975)
- Concierto d'Aranjuez/Lovers melody (1976)
- Maria Padilha/Daddy's bolero (1976)
- Caf'Conc'/Tangoya (1976)
- Gipsy Wedding (1977)
- Argentina/Natasha (1978)
- Manolita/Natasha (1978)
- Moscow nights/Song of the Dnjepr (1981)

### Albums
- Nostalgia (1975)
- Souvenirs aus Griechenland (1979)
- Romantic Guitar (1985)
- This is Francis Goya (1986)
- Concierto (met Laurens Van Rooyen) (1987)
- Rendez-vous (1988)
- Plays His Favourite Hits Vol.1 (1990)
- Bahia Lady (met Carmina Cabrera) (1990)
- Noche Latino (met Carmina Cabrera) (1993)
- Festival Latino (met Carmina Cabrera) (1994)
- The Very Best of (1994)
- Together (met Peter Weekers) (1994)
- Gondwana (1996)
- Jacques Brel (1998)
- Plays his favourite hits vol 2. (1998)
- Francis Goya in Moscow (1999)
- Together (met Richard Clayderman) (2000)
- Plays his favourite hits vol 2. (1998)
- Latin Romance (1999)
- Best of Francis Goya (1999)
- De Mooiste Sfeermelodieën (2000)
- Hollands Glorie (2002)
- Hollands Glorie Kerst (2002)
- Klassieke Droommelodieën (2003)
- Rakkaudella (2004)
- Intimité (met Jean-Luc Drion) (2004)
- Magic Moments (2004)
- Gondwana (2004)
- Face to Face (2005) (met Richard Clayderman)
- Wings for life, a tribute to Alexandra Pakhmutova (2006)